# 第3回ワシントン会談
第3回ワシントン会談(英:Third Washington Conference)は、第二次世界大戦中の1943年5月12日から5月27日まで、アメリカのワシントンD.C.においてフランクリン・ルーズベルトとイギリスのウィンストン・チャーチルの間で開催された連合国側の会談である。コードネームはTRIDENT。

## 内容
この会談では、イタリア戦線の計画やドイツや太平洋戦線への航空攻撃、ヨーロッパへの進攻計画の意見が交わされた。
主要議題は対独作戦であるが、極東も大いに関心を持つべきとされた。ルーズベルト大統領は太平洋方面の作戦に関し、「海上の攻撃を持続するため、中国に空軍基地を設置することが大切である」、「一九四三、四年の中国向け援助の優先権を考慮すべき」という点を強調し、
1. 中国への航空ルートを増強して、月量一万トンの能力にまで増加すること。
2. できるだけ多くの在ビルマ日本軍を撃破するため、雲南からの中国部隊による進撃、アッサムからレドを経ての進撃、インパールを経ての攻撃を、足並みそろえて、ビルマへの強力積極的な作戦を展開すること。
3. 上陸作戦によりアキャブ、ラムレー島を奪取。
4. ビルマへの日本の海上連絡を切断。

これらが議決され、蔣介石国民政府主席にも連絡され、統合参謀本部は月七千トンの空輸量を9月1日から月一万トンに増加することを命令した。7月12日に蔣介石主席はこの提案に同意したが、7月末には決定に反する傾向が明らかになっていた。会談で中国基地から日本本土へ行動する米空軍について議論された際、米陸軍のジョセフ・スティルウェルは「それらの爆撃攻勢に対し、日本軍は空地の大規模な作戦をもって、猛烈に反撃するであろう」と、ドーリットル空襲に対し日本が浙贛作戦を行ったことを例証した。また、これらの飛行場を援護するには米軍装備の中国軍50コ師と防空のため在支（在華）空軍の強化が必要と述べた。